# Лактат меди(II)
Лактат меди(II) — органическое соединение,
соль меди и молочной кислоты с формулой Cu(C3H5O3)2,

растворяется в воде,
образует кристаллогидраты — тёмно-синие кристаллы.

## Получение
- Реакция карбоната меди и молочной кислоты:

{\displaystyle {\mathsf {CuCO_{3}+2C_{3}H_{6}O_{3}\ {\xrightarrow {}}\ Cu(C_{3}H_{5}O_{3})_{2}+CO_{2}+H_{2}O}}}

## Физические свойства
Лактат меди(II) образует кристаллы.
Растворяется в воде, этаноле.
Образует кристаллогидрат состава Cu(C3H5O3)2•2H2O — тёмно-синие кристаллы.

## Применение
- В гальванотехнике.
- Фунгицид.
- Антисептик для древесины, канатов, тканей.